# 전자 배열

원자 궤도와 분자 궤도의 전자

원자물리학과 양자화학에서 전자 배열(電子配列, electron configuration)은 원자 또는 분자(또는 기타 물리 구조 내에서) 원자 또는 분자 궤도에 있는 전자의 분포이다. 예를 들어 네온 원자의 전자 배열은 1s2 2s2 2p6이며, 이는 1s, 2s 및 2p 전자 부껍질이 각각 2개, 2개 및 6개의 전자로 채워져 있음을 의미한다.
다른 기본입자와 마찬가지로, 전자는 양자역학의 법칙에 종속되며, 입자와 파동의 성질을 모두 지닌다. 수식적으로, 특정한 전자의 양자 상태는 시간과 공간의 복소함수인 파동함수에 의해 결정된다. 양자역학의 코펜하겐 해석에 따르면, 특정한 입자의 위치는 측정하는 행위가 일어날 때까지는 확실히 결정되지 않는다. 측정을 통해 해당 전자를 특정한 공간적 위치에서 발견할 확률은 해당 지점에서의 파동함수의 절대 값의 제곱에 비례한다.
전자는 에너지 양자를 흡수하거나 방출하거나 하면서 하나의 에너지 준위에서 다른 에너지 준위로 이동할 수 있다. 파울리 배타 원리 때문에, 하나의 원자 궤도에는 두 개 이상의 전자가 존재할 수 없다. 그러므로 전자는 빈 공간이 있을 때에만 다른 궤도로 이동할 수 있다.
다른 원자의 전자 배열에 대한 연구는 주기율표를 이해하는 데 도움이 된다. 또한, 원자를 서로 연결하는 화학 결합을 설명하는 데도 유용하다. 또한 이를 이용해서 레이저나 반도체의 특징도 설명 가능하다.

## 같이 보기
- 주기율표 (전자 배열)
- 족 (주기율표)
- 확장 주기율표
- 구면 조화 함수
- 홀전자
- 옥텟 규칙